# August Thyssen
August Thyssen (ur. 17 maja 1842 w Eschweiler, zm. 4 kwietnia 1926 w zamku Landsberg w Ratingen) – niemiecki przemysłowiec.

## Życiorys

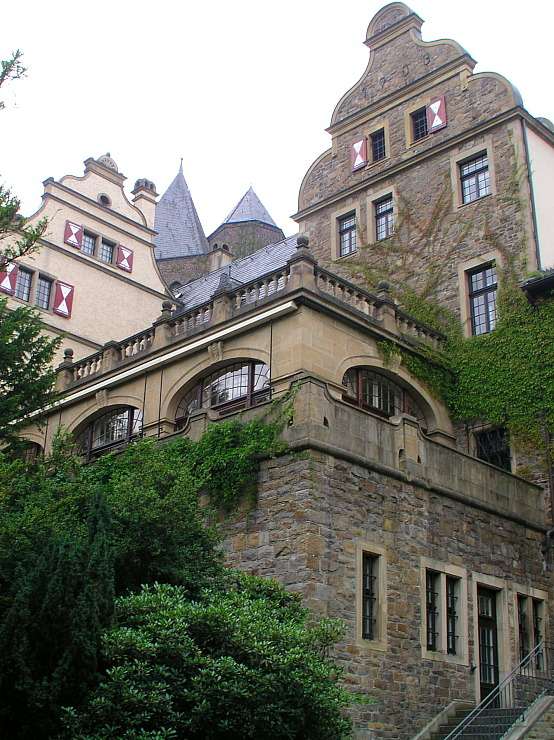
Zamek Landsberg – siedziba Thyssenów

Po ukończeniu studiów na Politechnice w Karlsruhe i w szkole handlowej w Antwerpii zaczął pracę w banku swojego ojca. W 1867 razem z krewnymi założył w Duisburgu hutę żelaza Thyssen-Foussol & Co. W 1870 spółka została rozwiązana, a za uzyskany kapitał Thyssen założył w Styrum koło Mülheim an der Ruhr walcownię Thyssen & Co., która dała początek największej europejskiej spółce hutniczej. W odróżnieniu od innych koncernów, Thyssen stworzył holding dopiero przed swoją śmiercią. Przedtem wszystkie jego przedsiębiorstwa działały osobno i były zarządzane w sposób zdecentralizowany.
Thyssen wraz z Hugo Stinnesem był jednym z założycieli Rheinisch-Westfälisches Elektrizitätswerk AG (RWE), obecnie jednego z największych w Niemczech dostawców prądu i wody. Przed II wojną światową koncern Thyssena wszedł do grupy Vereinigte Stahlwerke AG. W 1997 nastąpiła fuzja z KruppHoesch. Nowo powstały koncern działa pod nazwą: ThyssenKrupp AG.
August Thyssen zainicjował rodzinną kolekcję dzieł sztuki. Jednymi z pierwszych jej eksponatów było sześć prac przyjaciela przemysłowca – rzeźbiarza Augusta Rodina.

## Życie prywatne
Żoną Augusta Thyssena była Hedwig Pelzer (1854-1940). Miał z nią czworo dzieci: Fritza (1874-1951) Augusta (1874-1943), Heinricha (1875-1947) i Hedwig (1878-1960).